# 保護表演者、唱片製作者和廣播組織羅馬公約
《保护表演者、音像制品制作者和广播组织罗马公约》 (Rome Convention for the Protection of Performers, Producers of Phonograms and Broadcasting Organizations) ，简称《罗马公约》。1961年10月26日，由国际劳工组织与世界知识产权组织及联合国教育、科学及文化组织共同发起，在罗马缔结了该公约。1964年5月18日，该公约生效。
2018年5月28日，《视听表演北京条约》把《保护表演者、音像制品制作者和广播组织罗马公约》中对歌唱家及演员的保护进行了现代化更新，授予了表演者在已录制和尚未录制表演中的经济权利以及某些精神权利，规定保护期必须至少为50年。

## 基本内容
（1）国民待遇原则。任何一个成员国均应依照本国法律，给予其他成员国的表演者、录音制品录制者及广播组织，以相当于本国同类自然人及法人的待遇。但对于上述三种不同的专有权所有者，在国民待遇上作了三种不同规定。表演者依照公约享有国民待遇的条件是：表演行为发生在其他任何一个成员国内（如发生在本国自不待言）；表演活动已被录制在受公约保护的录音制品上，表演活动虽未被录制，但在受公约保护的广播节目中广播了。录音制品录制者依照公约享有国民待遇的条件是：录音制品录制者系其他任何一个成员国的国民（如系本国国民自不待言），这就是所谓“国籍标准”；录音制品首次录制系在任何一个成员国进行，这是所谓“录制标准”；录音制品系在任何成员国内首先发行，这是所谓“发行标准”。广播组织依照公约享有国民待遇的条件是：广播组织的总部设于任何一个成员国内；广播节目从任何一个成员国的发射台播放。对于录制者的条件，任何成员国均可保留不采用录制标准或不采用发行标准的权利。对于广播组织的条件，任何成员国均可声明只对总部设在某成员国并且从该国播放节目的广播组织提供国民待遇。如果某录音制品是在非成员国与成员国同时首次发行，那么也符合上述发行标准。“同时发行”即在30天内先后在两个以上国家发行。
（2）在录音制品录制者或表演者就录音制品享有专有权方面，实行非自动保护原则。如果把表演者的演出录制下来，不仅录音制品录制者对录制品享有专有权，表演者也对它享有专有权。例如，想要复制该录音制品的第三者，不仅要取得录音制品录制者的许可，而且要取得被录制表演的表演者的许可。但录音制品录制者与表演者的这种专有权不能自动产生，而必须在录音制品上附加三种标记：录音制品录制者或表演者的英文 (Producer of Performer) 字首略语；录音制品首次发行之年；录音制品录制者与表演者的姓名。
（3）专有权内容。表演者权－－未经表演者许可，不得广播或向公众传播其表演实况（专为广播目的演出除外），不得录制其从未被录制过的表演实况，不得复制以其表演为内容的录音制品（公约另有规定者除外）；录音制品录制者权－－未经录制者许可，不得直接或间接复制其录音制品；广播组织权－－未经广播组织许可，不得转播其广播节目，不得录制其广播节目，不得复制未经其许可而制作的对其广播的录音、录像（公约另有规定者除外）。
（4）保护期。三种不同邻接权的保护期是以20年为最低限，按三者的情况分别规定的。表演者权保护期－－如果演出实况没有被录音或录像，则保护期从表演活动发生之年的年底算起20年；录音制品录制者权保护期－－从录音制品录制之年的年底算起20年；广播者权保护期－－从有关的广播节目开始播出之年的年底算起20年。在保护期内，表演者、录音制品录制者及广播组织者可以行使自己的权利，即向经其许可而利用其专有权的人收取合理报酬。当然，公约不阻止其成员国提供比20年更长的保护期。
（5）对邻接权的权利限制。公约中规定了使用邻接权所保护的演出、录音制品及广播节目时，可以不经权利所有人同意、也无需付酬的四种特殊情况：私人使用；在时事报道中有限的使用；广播组织为编排本组织的节目，利用本组织的设备暂时录制；仅仅为教学或科学研究目的而使用。此外，公约还允许成员国自行以国内立法规定颁发强制许可证条件，以防止邻接权所有人滥用自己的专有权。但颁发强制许可证不得与公约的基本原则相冲突。
（6）管理机关。公约由联合国的教科文组织、国际劳工组织及世界知识产权组织共同管理，日常事务由该公约的政府间委员会及其秘书处办理。
（7）“闭合式”公约。版权领域的闭合式公约以参加《伯尔尼公约》或《世界版权公约》为前提条件。公约的第22条与24条规定，只有参加了两个版权基本公约中的一个，才允许参加《罗马公约》。

## 发展现状
截至2016年2月，该公约有92个缔约方。
2018年5月28日，《视听表演北京条约》（以下简称《北京条约》）缔结六周年，为推动条约早日生效，知识产权保护推动视听产业发展论坛在京交会上举办。《北京条约》获得通过。《北京条约》把《保护表演者、音像制品制作者和广播组织罗马公约》中对歌唱家及演员的保护进行了现代化更新，授予了表演者在已录制和尚未录制表演中的经济权利以及某些精神权利，规定保护期必须至少为50年。

### 引用
1. https://treaties.un.org/pages/ViewDetails.aspx?src=TREATY&mtdsg_no=XIV-3&chapter=14&%5B%5D